# Raymundo
Raymundo es un documental realizado que no fue estrenado comercialmente y que sería exhibido a partir de 2002 por los directores Ernesto Ardito y Virna Molina, sobre el cineasta de documentales argentino desaparecido durante la dictadura militar de 1976, Raymundo Gleyzer, uno de los principales referentes del cine combativo y militante que fue secuestrado en 1976 y permanece desaparecido.. El documental obtuvo 15 premios internacionales y participó como selección oficial en 40 festivales en todo el mundo.
Como es habitual en estos directores, el filme está disponible en internet.

## Características del filme
Según los autores el filme se diferencia de los documentales concebidos hasta el momento:

"Lo principal en el tratamiento estético es que el lenguaje no es televisivo, sino cinematográfico. Se diferencia del común denominador estético del documental actual, porque no abusa de los entrevistados en cámara. Se trata básicamente de un film de montaje, donde lo informativo está siempre afectado por el montaje ideológico y emotivo a partir del archivo." (...) "El documental está estructurado en función de una curva dramática similar a la de un film de ficción para potenciar la incorporación vivencial del espectador al relato." (...) "Estéticamente se trabaja con la presencia dominante de los fragmentos de films, material de archivo fílmico, fotos y gráficas de la época, por un lado y por el otro un sonido de archivo histórico, de música contemporánea a la época que se está narrando y los testimonios en off (de entrevistados y Raymundo) que le cuentan al espectador sus experiencias de vida en los diferentes momentos. Sólo cuando el entrevistado presenta un punto culminante afectivo o testimonial, se lo presenta en imagen. Y otro punto es que también, se utiliza el fotomontaje y la animación con dibujos para que el espectador visualice situaciones no registradas en imágenes de archivo, por ejemplo la construcción de un cine por el grupo cine de la base."

## Premios
- Primer Premio Coral al Mejor Documental y Premio Documental Memoria. Festival de Cine latinoamericano de La Habana, Cuba, (diciembre de 2003).
- Mejor Documental de Derechos Humanos. Festival de Cine latinoamericano de San Francisco Bay Área, USA., (noviembre de 2003).
- Mejor Film Documental. Festival de Cine latinoamericano de Brescia, Italia. (noviembre de 2003).
- Golden Olive Award of Best Fiction Documentary. Kalamata International Documentary Film Festival, Greece. (octubre de 2003)
- Mejor Film Documental. Festival Internacional de Cine de Valdivia, Chile. (octubre de 2003).
- Mejor "Ópera Prima". DOCUPOLIS, Festival Internacional Documental de Barcelona, España. (octubre de 2003).
- Premio "Unión Latina". Festival de Cine latinoamericano de Trieste, Italia. (octubre de 2003).
- Mejor Film Documental. Festival de Málaga, Cine Español, España (abril de 2003)
- Premio Especial del Jurado. Los Ángeles Latino International Film Festival, USA (18 de julio a 2 de agosto de 2003).
- Mejor Largometraje Documental y Mención al Mejor Realizador. Festival de Cine y Video latinoamericano de Buenos Aires, Argentina (octubre de 2003)
- Mejor Documental Argentino. IV Festival Nacional y 1º del Mercosur de Cine y Video Documental, Argentina (12-18 de julio de 2003)
- Mejor Film en el Voto del Público. Rencontres Internationales du Documentaire de Montréal. Canadá. (noviembre 15-22, 2002).
- Premio Especial del Jurado. Festival Internacional de Derechos Humanos de Buenos Aires (DERHUMALC). Argentina (noviembre 18-28, 2002).

## Participaciones destacadas
- El film participó en la "Noche de Apertura" en el Robert Flaherty Film Seminar 2003 en Vassar College, New York, USA, el punto de reunión anual de los más prestigiosos documentalistas del panorama mundial.

- Fue el primer film argentino presente en toda la historia del Festival Internacional de Documental de Yamagata en Japón, el cual es el máximo exponente en su tipo dentro de oriente, participante en la sección Competencia Internacional.

## Selección oficial en festivales de cine

### En competencia
- Rencontres Internationales du Documentaire de Montreal. Mejor Film en el Voto del Público (noviembre de 2002).
- Festival Internacional de Derechos Humanos de Buenos Aires. Premio Especial del Jurado (noviembre de 2002).
- Festival International de Films de Fribourg, Suiza. Selección Oficial, Documentales en Competición. (marzo de 2003)
- Full Frame Documentary Film Festival, USA (abril de 2003). Selección Oficial, Films en Competición. Director: Martin Scorsese
- Festival Internacional de Cine de Montevideo, Uruguay. Selección Oficial, Documentales en Competición, (abril de 2003).
- Festival de Málaga, Cine Español, España. Mejor Film Documental. (abril de 2003)
- Festival Nacional y del Mercosur de Cine y Video Documental, Argentina. Mejor Documental Argentino (julio de 2003).
- Los Ángeles Latino International Film Festival, USA. Premio Especial del Jurado (julio de 2003).
- Cinema Paradise, Island Independent Film Festival in Honolulu, USA. Selección Oficial, Documentales en Competición (septiembre de 2003).
- Ismailia International Festival for Documentaires & Short Films, Egipto. Selección Oficial, Documentales en Competición (septiembre de 2003).
- "La Cita, Festival de Biarritz, Francia. Selección Oficial para el premio "Unión Latina" (septiembre de 2003).
- Festival de Cine y Video Latinoamericano de Buenos Aires, Argentina. Mejor Largometraje Documental y Mención al Mejor Realizador, (octubre de 2003).
- Yamagata International Documentary Film Festival, Japón. Selección Oficial, Competencia Internacional (octubre de 2003).
- Festival Internacional de Cine de Valdivia, Chile. Mejor Documental (octubre de 2003).
- DOCUPOLIS, Festival Internacional Documental de Barcelona, España. Mejor Ópera Prima (octubre de 2003).
- Festival de Cine Latinoamericano de Trieste, Italia. Premio "Unión Latina" (octubre de 2003)
- Kalamata International Documentary Film Festival, Grecia. Olivo de Oro al Mejor Documental  (octubre de 2003).
- Docudays, International Documentary Film Festival of Beirut, Líbano. Selección Oficial, Films en Competición (noviembre de 2003).
- Latino Film Festival San Francisco Bay Area, USA. Selección Oficial, Competencia Derechos Humanos (noviembre de 2003)
- Festival de Cine Latinoamericano de Brescia, Italia. Mejor Film Documental (noviembre de 2003)
- Festival de Cine Latinoamericano de La Habana, Cuba. Primer Premio Coral al Mejor Documental y Premio Documental Memoria (diciembre de 2003)

### Fuera de competencia
- Festival de Cine Latinoamericano de Toulouse, Francia. Sección "Cine Político". (marzo de 2003).
- Arizona Film Festival, USA. Sección "Cine Para un Cambio Social" (abril de 2003).
- Taos Talking Pictures Film Festival, USA. Selección Oficial de Documentales (abril de 2003).
- Festival Internacional de Cine Independiente de Buenos Aires, Argentina. Sección "Huellas de lo Real" (abril de 2003).
- International Art Film Festival Trencianske Teplice 2003, Eslovaquia. Selección Oficial, Sección No Competitiva (junio de 2003).
- Robert Flaherty Film Seminar in Vassar College, USA. Film de Apertura (junio de 2003).
- Activating Human Rights Film Festival Byron Bay, Australia. Festival No Competitivo (julio de 2003)
- Dahlonega International Film Festival, USA. Selección Oficial Documentales de Largometraje (junio de 2003).
- Perspektive, Human Rights Film Festival of Nuremberg, Alemania. Selección Oficial, Foro Internacional. (septiembre de 2003).
- Muestra Cine del Plata, Colonia, Uruguay. Sección Documentales Argentinos. (octubre de 2003)
- Muestra Nacional de Cine y Video Documental Antropológico y Social, Argentina. Selección Oficial (octubre de 2003).
- Festival Internacional de Cine de Bogotá, Colombia. Panorama Internacional (octubre de 2003).
- International Documentary Film Festival Amsterdam (IDFA), Holanda. Sección Jan Vrijman Fund (noviembre de 2003).
- Filmar en América Latina, Festival de Cine Latinoamericano de Ginebra, Suiza. Muestra no competitiva (noviembre de 2003).
- Ankara International Film Festival, Turquía. Selección Oficial, Sección "To Oposse!" (diciembre de 2003).
- International Seoul Labor Film and Video Festival, Corea. Festival No Competitivo (noviembre de 2003).
- Certamen de Cine y Video de Santa Fe, Argentina. Sección Tributo a Gleyzer (noviembre de 2003).

## Premios para realizar el proyecto
El film fue realizado con apoyo de:
- el Instituto Nacional de Cine y Artes Audiovisuales (INCAA),
- el Fondo Nacional de las Artes (ganador del concurso de Becas para Medios Audiovisuales),
- Alter-cine Fondation (Canadá, ganador de la Beca Única Anual para producciones en países en desarrollo),
- Jan Vrijman Fund (Holanda, Fundación dependiente del Festival Internacional de Documental de Ámsterdam -IDFA-, ganador del concurso de subsidios para documentales en países en desarrollo).

## Citas
1. ↑  En vida, Gleyzer fue uno de los principales referentes del cine combativo y militante, y luego de su "desaparición " quedó en el más oscuro de los olvidos para la sociedad. Este documental busca por tanto devolver lo que la CIA y las dictaduras latinoamericanas no pudieron destruir: la memoria, los ideales y el valor de la verdad.[2]